# Sherlock (singel Shinee)
„Sherlock” (kor. Sherlock•셜록 (Clue + Note)) – singel południowokoreańskiej grupy SHINee, wydany cyfrowo 19 marca 2012 roku w Korei Południowej. Singel promował czwarty minialbum Sherlock. Singel sprzedał się w Korei Południowej w nakładzie 1 720 124 egzemplarzy (stan na 31 grudnia 2012).
Jest to „remix hybrydowy” łączący dwie piosenki z minialbumu – „Clue” i „Note”. Choreografia do teledysku Sherlock została opracowana przez Tony'ego Testa. Teledysk do utworu ukazał się 22 marca 2012 na oficjalnym kanale YouTube wytwórni

## Lista utworów
| Nr | Tytuł                                                       | Słowa         | Muzyka                                                          | Czas |
| -- | ----------------------------------------------------------- | ------------- | --------------------------------------------------------------- | ---- |
| 1. | "Sherlock (Clue + Note)" (kor. Sherlock•셜록 (Clue + Note)) | Jo Yoon-gyung | Rocky Morris, Thomas Eriksen, Thomas Troelsen, Rufio Sandilands | 3:57 |

## Japońska wersja
„sherlock” – czwarty japoński singel, wydany 16 maja 2012 roku. Osiągnął 2 pozycję w rankingu Oricon i pozostał na liście przez 12 tygodni, sprzedał się w nakładzie 69 316 egzemplarzy.
Singel został wydany w dwóch wersjach: regularnej i limitowanej (CD+DVD).

### Lista utworów
| CD           |                                                   |                                                   |                                                                 |      |
| Nr           | Tytuł                                             | Słowa                                             | Muzyka                                                          | Czas |
| 1.           | "Sherlock" (Japanese version)                     | Natsumi Kobayashi                                 | Rocky Morris, Thomas Eriksen, Thomas Troelsen, Rufio Sandilands | 3:57 |
| 2.           | "Keeping Love Again"                              | Sara Sakurai                                      | Darren Martyn, Shikita                                          | 3:54 |
| DVD (Type A) |                                                   |                                                   |                                                                 |      |
| Nr           | Tytuł                                             | Tytuł                                             | Tytuł                                                           | Czas |
| 1.           | "Sherlock" (Japanese version) Music Video         | "Sherlock" (Japanese version) Music Video         | "Sherlock" (Japanese version) Music Video                       |      |
| 2.           | "Sherlock" (Jacket & Music Video Shooting Sketch) | "Sherlock" (Jacket & Music Video Shooting Sketch) | "Sherlock" (Jacket & Music Video Shooting Sketch)               |      |

## Notowania
Wer. koreańska
| Lista                      | Pozycja |
| -------------------------- | ------- |
| Gaon Weekly Album Chart    | 1       |
| Gaon Monthly Album Chart   | 10      |
| Gaon Yearly Album Chart    | 81      |
| Gaon Streaming Chart       | 5       |
| Gaon Weekly Download Chart | 1       |
| Gaon Yearly Download Chart | 74      |
| Gaon Mobile Chart          | 1       |

Wer. japońska
| Lista                | Pozycja |
| -------------------- | ------- |
| Oricon Daily Chart   | 2       |
| Oricon Weekly Chart  | 2       |
| Oricon Monthly Chart | 9       |
| Oricon Yearly Chart  | 120     |